# 克拉默島
克拉默島（英語：Kramer Island）是南極洲的島嶼，位於瑪麗伯德地，屬於馬歇爾群島的一部分，長4公里，處於諾蘭島和科爾特嶺之間，美國地質調查局根據測量和美國海軍拍攝的空中照片繪入地圖，現時由南極條約體系管理。